# Sebastes lentiginosus
Sebastes lentiginosus är en fiskart som beskrevs av Chen, 1971. Sebastes lentiginosus ingår i släktet Sebastes och familjen kungsfiskar. Inga underarter finns listade i Catalogue of Life.